# کوپر فلگ
کوپر فلگ (انگلیسی: Cooper Flagg؛ زادهٔ ۲۱ دسامبر ۲۰۰۶) بازیکن بسکتبال اهل ایالات متحده آمریکا است.
از باشگاه‌هایی که در آن بازی کرده است می‌توان به بسکتبال مردان دوک بلو دولز اشاره کرد.
وی در مسابقات کشوری و بین‌المللی در مجموع برندهٔ ۱ مدال طلا شده است.